# Éverton Ribeiro
Éverton Augusto de Barros Ribeiro (Arujá, 10 de abril de 1989) é um futebolista brasileiro que atua como meio-campista ou ponta-direita. Joga no Bahia.
Eleito o Melhor Jogador do Campeonato Brasileiro, venceu o Prêmio Craque do Brasileirão por dois anos consecutivos, em 2013 e 2014.
Foi o autor do gol mais bonito do Brasileirão de 2018 e do Brasileirão de 2020, além de ser eleito o craque da galera do Brasileirão 2019.

## Carreira
Nasceu em Arujá, São Paulo, mas foi criado na cidade vizinha de Santa Isabel. A trajetória de Éverton Ribeiro no esporte teve início aos três anos de idade, quando ele começou a praticar judô, enquanto o futebol só apareceria em sua vida dois anos mais tarde. O período nos tatames rendeu até um título paulista de uma categoria infantil.

### Início
Éverton deu seus primeiros passos no futebol aos 5 anos de idade, atuando numa escolinha do Santa Isabel Futebol Clube.
| “                                                              | Ele era impressionante. Eu costumava dizer que, se o Éverton não fosse profissional, mais ninguém da cidade seria. | ” |
| — Seu Neco, o primeiro professor de futebol de Éverton Ribeiro | |   |

Ainda aos nove anos, um amigo de seu pai, Amadeu Ribeiro, levou Éverton para fazer uma peneira para o time de futebol de salão da Portuguesa, onde foi aprovado logo no primeiro dia de testes. Ao final de seu primeiro campeonato com a camisa da Lusa, o meia ganhou a chuteira de ouro como melhor jogador e revelação do torneio.
Por conta desse desempenho, ele foi convidado a ir para o time de campo da Portuguesa.
Dois anos depois, o pai de Éverton, Amadeu, recebeu um telefonema convidando seu filho para representar o Corinthians em um torneio na cidade de Votorantim, no interior do estado.

### Corinthians
Chegou ao Corinthians em 2001, aos 12 anos. Na época como lateral-esquerdo, Everton foi um dos destaques da equipe na conquista da Copa São Paulo de Futebol Júnior de 2007. Muito ágil e habilidoso, o jovem jogador chamou a atenção com seus dribles velozes e chutes precisos de fora da área, características que lhe garantiram uma vaga no elenco do Corinthians com Paulo César Carpegiani, que o promoveu para a equipe profissional. Éverton fez a sua estreia em 7 de abril de 2007 em uma partida contra o América de Rio Preto.
Sem muitas oportunidades no Corinthians, clube onde atuou durante a base, foi negociado com o Coritiba encerrando sua passagem no Timão com apenas 18 jogos e nenhum gol.

### São Caetano
Sem muitas chances na temporada 2008, foi emprestado ao São Caetano no dia 21 de julho, até o fim do ano. Quando chegou ao Azulão, inicialmente atuou como lateral-esquerdo. Na ocasião, o time era comandado pelo técnico Sérgio Soares. Com a queda de Sérgio na Série B do Brasileiro e a contratação de Antônio Carlos Zago, Éverton começou a atuar como meia. Mesmo com as sucessivas trocas de técnicos, seguiu atuando no meio-campo e se destacou.
No início de 2009, após o fim do seu contrato de empréstimo, o São Caetano prolongou por mais um ano, dessa vez, até o final de 2009. O meia teve o seu empréstimo renovado no dia 25 de dezembro, assinando com o Azulão até o final de 2010. Esse foi o segundo prolongamento do empréstimo.

### Coritiba
Em 22 de fevereiro de 2011 confirmou sua transferência para o Coritiba por um valor próximo à 1,5 milhão de reais, assinando um contrato de três anos com o clube paranaense. Marcou seu primeiro gol pelo Coxa no dia 30 de março, numa vitória por 3 a 1 contra o Atlético Goianiense, em jogo válido pelas oitavas de final da Copa do Brasil.
Em 2012, viveu grande fase, tendo marcado nove gols na temporada pelo Coritiba (incluindo dois gols em dois Atletibas e o gol que classificou o Coxa à final da Copa do Brasil), sendo o vice-artilheiro do time (atrás do Emerson, que fez 10 gols) e justificando sua contratação depois de um ano no clube. Em 13 de maio, fez o gol do título do Campeonato Paranaense de 2012 ao converter a última cobrança de pênalti do Coritiba e na semifinal da Copa do Brasil contra o São Paulo, marcou um importantíssimo gol de cabeça, apesar da baixa estatura, que garantiu o Coxa pela segunda vez consecutiva na final da Copa do Brasil.

### Cruzeiro
Uma das principais contratações para 2013 do Cruzeiro, clube responsável por desembolsar aproximadamente 4 milhões de reais para contratá-lo, Éverton foi, junto com Dagoberto, outra nova estrela da companhia, apresentado com festa no CT do clube. Festa esta que contou com cerca de 1500 torcedores. O jogador se disse "muito feliz" pela calorosa recepção. Sua estreia pela equipe foi no dia 27 de janeiro, em um amistoso contra o Mamoré, vencido pelo Cruzeiro por 4 a 1, onde o jogador teve boa atuação. Já a primeira partida oficial foi no dia 3 de fevereiro, no clássico contra o Atlético Mineiro, em jogo válido pelo Campeonato Mineiro.
| “ | É muito gratificante poder de cara já ter o carinho da torcida, isso está me ajudando muito. Cada vez mais a torcida apoia, isso me dá vontade de entrar em campo e mostrar meu futebol com alegria. | ” |

No dia 21 de agosto, na vitória do Cruzeiro sobre o Flamengo por 2 a 1, em partida pelas oitavas de final da Copa do Brasil, realizada no estádio Governador Magalhães Pinto, Éverton marcou um belíssimo gol (o segundo da equipe na partida), logo após aplicar um "chapéu" no marcador adversário dentro da área e finalizar, sem deixar a bola cair tocar no chão, com um voleio sem pulo no ângulo. O gol ganhou repercussão internacional, sendo classificado pelo portal da FIFA como "o lance mais bonito da noite!". A plasticidade deste lance motivou a diretoria do Cruzeiro a criar uma placa — que foi a primeira a ser colocada no novo Mineirão — para eternizar o lance.
No dia 13 de novembro, Éverton sagrou-se campeão brasileiro com o Cruzeiro, com quatro rodadas de antecedência, na partida contra o Vitória, vencida pela equipe mineira por 3 a 1. Após o título, no dia 9 de dezembro, o jogador foi premiado com a Bola de Ouro de melhor jogador do Campeonato Brasileiro de 2013, sendo também o líder de assistências da competição.
No primeiro semestre, o jogador participou da conquista do Campeonato Mineiro de forma invicta. O meia-atacante foi o jogador com mais dribles no decorrer do torneio, 19 no total.
No dia 23 de novembro, sagrou-se novamente campeão brasileiro, feito único até então ao ganhar dois títulos nacionais consecutivos no clube, após a vitória do Cruzeiro sobre o Goiás por 2 a 1, com duas rodadas de antecedência. No dia 1 de dezembro, foi eleito por jornalistas esportivos o melhor jogador da competição, vencendo o Prêmio Craque do Brasileirão pela segunda vez consecutiva. O jogador foi também apontado como principal jogador em votação realizada entre atletas que disputaram a competição. O meia disputou 31 partidas, fez 6 gols e teve participação direta em 25% dos 67 gols da equipe mineira.
Iniciou a pré-temporada de 2015 no clube, e estava relacionado para jogar a partida amistosa contra o Shakhtar Donetsk em 25 de janeiro. Porém, foi poupado pois o Cruzeiro o negociava com outro clube.
Éverton Ribeiro assinou contrato com o Al Ahli, dos Emirados Árabes encerrando sua passagem pelo Cruzeiro onde em dois anos conquistou dois títulos do Campeonato Brasileiro e um Campeonato Mineiro, foi eleito craque do Brasileirão pela CBF em 2013 e 2014, além de ter vencido o prêmio Bola de Ouro da Revista Placar/ESPN, em 2013. O meia disputou 116 jogos com a camisa celeste, marcou 24 gols e deu 36 assistências.

### Al-Ahli
Em 1 de fevereiro de 2015 assinou contrato com o Al-Ahli dos Emirados Árabes Unidos por quatro temporadas. Estreou no dia 4 de fevereiro de 2015, contra o Al Sharjah, onde, saiu do banco de reservas e marcou seu primeiro gol aos 21 minutos do 2º tempo, sua equipe venceu por 2 a 0.
Conquistou seu primeiro título pela equipe no dia 27 de março, a Supercopa dos Emirados-Árabes. O título veio após uma vitória por 1 a 0 sobre o Al-Ain.
| “                 | É difícil explicar a sensação de alegria de poder comemorar o primeiro título na minha nova equipe. Saio de um clube vencedor como o Cruzeiro, lugar que obtive muitas conquistas em minhas carreiras, e na minha primeira decisão no meu novo clube consigo me sagrar campeão. É sempre muito bom começar uma nova trajetória conquistando um título, e espero que essa rotina positiva continue por bastante tempo. Posso dizer que comecei meu caminho aqui no Al Ahli com o pé direito. | ” |
| — Éverton Ribeiro | |   |

No total pelo Al-Ahli, Éverton Ribeiro atuou em 103 partidas, marcou 26 gols e distribuiu 25 assistências. O meia conquistou cinco títulos pelo clube dos Emirados Árabes.

### Flamengo

#### 2017
Foi anunciado oficialmente pelo Flamengo no dia 5 de junho, retornando ao Brasil depois de rescindir com o Al-Ahli e assinando um contrato de quatro anos. O clube carioca pagou cerca de 6 milhões de euros (22 milhões de reais) para ter 100% dos direitos econômicos do atleta. Para concluir a negociação, um dirigente rubro-negro foi até a cidade de São Paulo, onde Éverton desembarcou, e acertou os últimos detalhes de documentação junto ao estafe do jogador.
Logo em sua estreia, Éverton deu a assistência para o gol marcado por Orlando Berrío na vitória por 1–0 contra o Bahia, válida pelo Campeonato Brasileiro. Nos dois jogos seguintes do Brasileirão, distribuiu mais duas assistências: uma para Diego Ribas fazer o segundo da vitória por 2–0 sobre o São Paulo, pela 11ª rodada, e outra para Éverton Cardoso marcar o único gol na vitória por 1–0 sobre o Vasco, pela 12ª rodada. Marcou seu primeiro gol com a camisa do Flamengo no dia 5 de julho, na goleada por 5–2 sobre o Palestino, em jogo válido pela Sul-Americana.

#### 2018

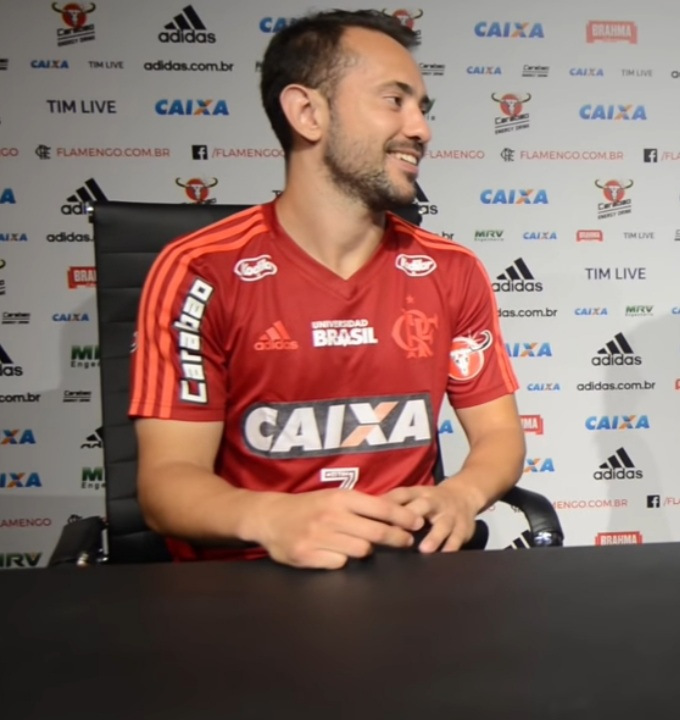
Éverton Ribeiro em 2018

No dia 25 de novembro, fez um belíssimo gol contra o Cruzeiro, após passar a bola debaixo das pernas do adversário e chutar, quase sem ângulo, para vencer o goleiro Fábio. Este gol foi no mesmo Mineirão, e na mesma baliza, que cinco anos antes, eternizou um gol seu, contra o Flamengo, com uma placa. Este gol foi eleito o mais bonito do Brasileirão de 2018 pelo site GloboEsporte.com.

#### 2019
Foi em 2019 que Éverton viveu seu melhor ano pelo Flamengo. Sob o comando do treinador Abel Braga,venceu o Campeonato Carioca e foi eleito o craque do torneio. Com a saída de Abel e chegada do português Jorge Jesus, o time deu um salto de qualidade. Após 38 anos, o Flamengo sagrou-se campeão da Copa Libertadores da América, batendo rivais tradicionais como o Internacional nas quartas-de-final, o Grêmio nas semifinais (com direito a um avassalador 5–0 no segundo jogo, no Maracanã) e o argentino River Plate, no dia 23 de novembro, na final vencida pelo clube rubro-negro por 2–1. Além do título continental, Éverton e seus companheiros também venceram o Campeonato Brasileiro, batendo, até então, o recorde de pontos de um campeão no formato de pontos corridos com 20 times.

#### 2020
Iniciou o ano vencendo a Supercopa do Brasil, batendo o Athletico Paranaense por 3–0 no Mané Garrincha, em Brasília. O meia conquistou também a Recopa Sul-Americana e o Campeonato Carioca, sendo os três no primeiro semestre do ano. Posteriormente conquistou o bicampeonato brasileiro pelo Flamengo, sendo esse o seu 4º título brasileiro na carreira.

#### 2021
Em 29 de julho, deu uma assistência para Gabriel Barbosa fazer o segundo da goleada de 6–0 sobre o ABC, no jogo de ida das oitavas da Copa do Brasil. Na partida seguinte, marcou seu primeiro gol na temporada na vitória de 3–1 sobre o Corinthians em jogo da 14ª rodada do Brasileiro, em 1 de agosto.
No dia 23 de setembro, na vitória de 2–0 sobre o Barcelona de Guayaquil nas semifinais da Libertadores, Éverton Ribeiro tornou-se o segundo jogador com mais partidas pelo Flamengo na competição, com 36, empatando com Léo Moura e ficando atrás apenas de Júnior, que tem 48 partidas. No jogo de volta da Libertadores, o meia deu duas assistências para os dois gols do Flamengo na vitória 2–0, ambos marcados por Bruno Henrique.

#### 2022
Em 16 de fevereiro, fez o primeiro gol na vitória de 2–1 sobre o Madureira, na 7ª rodada do Campeonato Carioca. Em 12 de abril, foi decisivo ao fazer dois gols na vitória de 3–1 sobre o Talleres, na segunda rodada da fase de grupos da Libertadores, ambos com assistências de Bruno Henrique. Éverton marcou novamente na Libertadores no jogo contra a Universidad Católica que terminou em 3 a 0 para o rubro negro.
O meia fez também o único gol rubro-negro na derrota de 2 a 1 contra o Fortaleza. Agora já sob o comando do técnico Dorival Júnior, fez o terceiro gol da goleada do Flamengo contra o Juventude por 4 a 0 no Estadio Mané Garrincha.
Everton deu o passe para o gol de Gabigol na final da Libertadores, que acabou virando o gol do titulo com o fim da partida com o placar de 1 a 0 para o Flamengo contra o Athletico Paranaense.
Ao fim de 2022, Everton terminou com o maior numero de partidas pelo Mengão em um ano. Ele bateu o recorde pessoal, com 63 embates, superando os 62 de 2019.

#### 2023
Marcou seu primeiro gol no ano em 10 de maio, fazendo um belo gol de letra na vitória por 2 a 0 contra o Goiás, válida pelo Campeonato Brasileiro. O meia voltou a balançar as redes no dia 25 de junho, fazendo um raro gol de cabeça na vitória por 3 a 2 contra o Santos, novamente pelo Brasileirão.
A temporada não foi uma das melhores para Éverton; mesmo com o jogador atuando em 63 jogos, ele saiu do banco de reservas em 36 partidas. Depois de uma novela de renovação contratual, Ribeiro e o Flamengo não chegaram a um acordo e o contrato se encerrou no dia 31 de dezembro. No dia 6 de janeiro, o jogador anunciou a saída do rubro-negro carioca e destacou os anos no clube como os mais lindos da sua vida.
No total pelo Flamengo, Éverton atuou em 394 jogos, marcando 46 gols e venceu 11 títulos.

### Bahia
Em 6 de janeiro de 2024, foi anunciado oficialmente como novo reforço do Bahia, com contrato válido até o final de 2025. Éverton estreou pela equipe no dia 17 de janeiro, num empate por 3–3 contra o Blackburn, em amistoso de pré-temporada realizado na Inglaterra. O jogador realizou sua estreia oficial uma semana depois, sendo titular e marcando na goleada por 5–0 contra o Jacobina.
Everton Ribeiro entrou em campo 61 vezes em 2024, marcou seis gols e deu nove assistências. Ele foi o principal jogador do Tricolor no ano, mesmo com a queda de rendimento do time se salvou, ainda foi peça importante na campanha que levou o Bahia a Libertadores de 2025.

## Seleção Brasileira

### Sub-18
Disputou a Copa Sendai de 2007 pela Seleção Brasileira Sub-18.

### Sub-20
Em 2009, Éverton fez parte da Seleção Brasileira que conquistou o Sul-Americano Sub-20 de 2009.

### Principal
No dia 19 de agosto de 2014, Dunga convocou pela primeira vez o atleta do Cruzeiro para os amistosos contra a Colômbia e Equador.
Foi convocado para a Copa América de 2015.
Após um período de quase cinco anos, no dia 6 de março de 2020, Éverton Ribeiro foi convocado por Tite para as partidas contra Bolívia e Peru pelas Eliminatórias da Copa do Mundo FIFA de 2022. Com a parada devido à pandemia, as partidas foram adiada para os dias 9 e 13 de outubro de 2020, mas Éverton se manteve na convocação de Tite, e atuou nas duas partidas, entrando em ambas no segundo tempo.
Se manteve convocado para as partidas contra o Venezuela e Uruguai. Com o corte de Neymar por lesão, Éverton recebeu a camisa 10 da Seleção, sendo titular e destaque em ambas partidas.
Éverton foi novamente convocado em 14 de maio de 2021, para dois jogos das Eliminatórias da Copa do Mundo de 2022 contra o Equador e Paraguai, nos dias 4 e 8 de junho, respectivamente.
No dia 9 de maio de 2021, foi um dos 23 convocados por Tite para disputa da Copa América de 2021. Em 16 de junho de 2021, Éverton fez um dos gols do Brasil na goleada por 4–0 sobre o Peru, na 2a rodada da Copa América.
No dia 15 de julho de 2021, foi convocado pelo técnico Tite para três jogos das Eliminatórias para a Copa do Mundo de 2022, nos dias 2, 5 e 9 de setembro, contra Chile, Argentina e Peru, respectivamente. Fez o gol da Seleção Brasileira na vitória contra o Chile por 1–0, na 7.ª rodada das eliminatórias, em 2 de setembro. Marcou novamente no jogo seguinte contra Peru em 9 de setembro, na vitória por 2–0.

### Copa do Mundo de 2022
Em 7 de novembro de 2022, Tite anunciou a convocação da Seleção para a Copa do Mundo FIFA, com Éverton Ribeiro sendo chamado para disputar o torneio no Catar.
O jogador atuou na derrota por 1–0 para Camarões, em jogo válido pela fase de grupos, no Estádio Nacional de Lusail.

## Estatísticas

### Clubes
Abaixo estão listados todos os jogos, gols e assistências do futebolista por clubes.
| Clube             | Temporada         | Campeonato nacional | Campeonato nacional | Campeonato nacional | Copa nacional[a] | Copa nacional[a] | Copa nacional[a] | Competições continentais[b] | Competições continentais[b] | Competições continentais[b] | Outros torneios[c] | Outros torneios[c] | Outros torneios[c] | Total | Total | Total   |
| Clube             | Temporada         | Jogos               | Gols                | Assist.             | Jogos            | Gols             | Assist.          | Jogos                       | Gols                        | Assist.                     | Jogos              | Gols               | Assist.            | Jogos | Gols  | Assist. |
| ----------------- | ----------------- | ------------------- | ------------------- | ------------------- | ---------------- | ---------------- | ---------------- | --------------------------- | --------------------------- | --------------------------- | ------------------ | ------------------ | ------------------ | ----- | ----- | ------- |
| Corinthians       | 2007              | 4                   | 0                   | 0                   | 2                | 0                | 1                | —                           | —                           | —                           | 2                  | 0                  | 1                  | 8     | 0     | 2       |
| Corinthians       | 2008              | 2                   | 0                   | 0                   | 2                | 0                | 0                | —                           | —                           | —                           | 6                  | 0                  | 1                  | 10    | 0     | 1       |
| Corinthians       | Total             | 6                   | 0                   | 0                   | 4                | 0                | 1                | —                           | —                           | —                           | 8                  | 0                  | 2                  | 18    | 0     | 3       |
| São Caetano       | 2008              | 12                  | 0                   | 3                   | —                | —                | —                | —                           | —                           | —                           | —                  | —                  | —                  | 12    | 0     | 3       |
| São Caetano       | 2009              | 30                  | 2                   | 3                   | —                | —                | —                | —                           | —                           | —                           | 7                  | 0                  | 2                  | 37    | 2     | 5       |
| São Caetano       | 2010              | 29                  | 4                   | 10                  | —                | —                | —                | —                           | —                           | —                           | 21                 | 2                  | 9                  | 50    | 6     | 19      |
| São Caetano       | Total             | 71                  | 6                   | 16                  | —                | —                | —                | —                           | —                           | —                           | 28                 | 2                  | 11                 | 99    | 8     | 27      |
| Coritiba          | 2011              | 14                  | 0                   | 2                   | 3                | 1                | 0                | —                           | —                           | —                           | 9                  | 1                  | 0                  | 26    | 2     | 2       |
| Coritiba          | 2012              | 29                  | 8                   | 3                   | 10               | 4                | 1                | 2                           | 1                           | 1                           | 15                 | 5                  | 1                  | 56    | 18    | 6       |
| Coritiba          | Total             | 43                  | 8                   | 5                   | 13               | 5                | 1                | 2                           | 1                           | 1                           | 24                 | 6                  | 1                  | 82    | 20    | 8       |
| Cruzeiro          | 2013              | 35                  | 7                   | 11                  | 6                | 3                | 3                | —                           | —                           | —                           | 13                 | 5                  | 2                  | 54    | 15    | 15      |
| Cruzeiro          | 2014              | 31                  | 6                   | 11                  | 4                | 0                | 0                | 10                          | 1                           | 3                           | 9                  | 1                  | 3                  | 54    | 8     | 16      |
| Cruzeiro          | Total             | 66                  | 13                  | 22                  | 10               | 3                | 3                | 10                          | 1                           | 3                           | 22                 | 6                  | 5                  | 108   | 23    | 31      |
| Al-Ahli           | 2014–15           | 12                  | 3                   | 1                   | 4                | 1                | 0                | 9                           | 3                           | 2                           | 1                  | 0                  | 0                  | 26    | 7     | 3       |
| Al-Ahli           | 2015–16           | 26                  | 9                   | 9                   | 10               | 1                | 1                | 5                           | 1                           | 1                           | —                  | —                  | —                  | 41    | 11    | 11      |
| Al-Ahli           | 2016–17           | 22                  | 5                   | 5                   | 8                | 1                | 4                | 8                           | 2                           | 2                           | 1                  | 0                  | 0                  | 39    | 8     | 11      |
| Al-Ahli           | Total             | 60                  | 17                  | 15                  | 22               | 3                | 5                | 22                          | 6                           | 5                           | 2                  | 0                  | 0                  | 106   | 26    | 25      |
| Flamengo          | 2017              | 29                  | 4                   | 4                   | —                | —                | —                | 9                           | 2                           | 0                           | 1                  | 0                  | 0                  | 39    | 6     | 4       |
| Flamengo          | 2018              | 35                  | 6                   | 5                   | 6                | 1                | 0                | 7                           | 2                           | 1                           | 9                  | 1                  | 0                  | 57    | 10    | 6       |
| Flamengo          | 2019              | 32                  | 2                   | 6                   | 4                | 0                | 2                | 12                          | 3                           | 3                           | 14                 | 1                  | 3                  | 62    | 6     | 14      |
| Flamengo          | 2020              | 33                  | 7                   | 6                   | 3                | 0                | 0                | 6                           | 2                           | 2                           | 15                 | 1                  | 1                  | 57    | 10    | 9       |
| Flamengo          | 2021              | 22                  | 2                   | 3                   | 6                | 0                | 2                | 13                          | 0                           | 4                           | 9                  | 0                  | 0                  | 50    | 2     | 9       |
| Flamengo          | 2022              | 30                  | 2                   | 4                   | 8                | 0                | 3                | 12                          | 4                           | 2                           | 13                 | 1                  | 1                  | 63    | 7     | 10      |
| Flamengo          | 2023              | 30                  | 3                   | 4                   | 9                | 0                | 0                | 7                           | 0                           | 1                           | 16                 | 0                  | 2                  | 62    | 3     | 7       |
| Flamengo          | Total             | 211                 | 26                  | 32                  | 36               | 1                | 6                | 66                          | 13                          | 13                          | 77                 | 4                  | 7                  | 390   | 44    | 59      |
| Bahia             | 2024              | 37                  | 2                   | 0                   | 8                | 0                | 0                | —                           | —                           | —                           | 11                 | 4                  | 0                  | 61    | 6     | 5       |
| Bahia             | 2025              | 15                  | 1                   | 0                   | 3                | 0                | 0                | 11                          | 0                           | 0                           | 16                 | 1                  | 0                  | 40    | 2     | 5       |
| Total na carreira | Total na carreira | 457                 | 70                  | 90                  | 85               | 12               | 16               | 100                         | 21                          | 22                          | 162                | 19                 | 26                 | 864   | 129   | 159     |

- a. ^ Jogos da Copa do Brasil, Copa da Liga dos Emirados Árabes e Copa dos Presidentes
- b. ^ Jogos da Copa Sul-Americana, Copa Libertadores e Liga dos Campeões da AFC
- c. ^ Jogos do Campeonato Paulista, Campeonato Paranaense, Campeonato Mineiro, Campeonato Baiano, Supercopa dos Emirados Árabes, Primeira Liga do Brasil, Campeonato Carioca, Mundial de Clubes, Recopa Sul-Americana e Supercopa do Brasil

### Seleção Brasileira
Abaixo estão listados todos jogos, gols e assistências do futebolista pela Seleção Brasileira, desde as categorias de base.
Seleção Principal
| Ano               | Copa do Mundo | Copa do Mundo | Copa do Mundo | Copa América | Copa América | Copa América | Qualificação Mundial | Qualificação Mundial | Qualificação Mundial | Amistosos | Amistosos | Amistosos | Total | Total | Total   |
| Ano               | Jogos         | Gols          | Assist.       | Jogos        | Gols         | Assist.      | Jogos                | Gols                 | Assist.              | Jogos     | Gols      | Assist.   | Jogos | Gols  | Assist. |
| ----------------- | ------------- | ------------- | ------------- | ------------ | ------------ | ------------ | -------------------- | -------------------- | -------------------- | --------- | --------- | --------- | ----- | ----- | ------- |
| 2014              | —             | —             | —             | —            | —            | —            | —                    | —                    | —                    | 3         | 0         | 0         | 3     | 0     | 0       |
| 2015              | —             | —             | —             | 2            | 0            | 0            | —                    | —                    | —                    | 1         | 0         | 0         | 3     | 0     | 0       |
| 2020              | —             | —             | —             | —            | —            | —            | 4                    | 0                    | 0                    | —         | —         | —         | 4     | 0     | 0       |
| 2021              | —             | —             | —             | 5            | 1            | 0            | 4                    | 2                    | 0                    | —         | —         | —         | 9     | 3     | 0       |
| 2022              | 1             | 0             | 0             | —            | —            | —            | 1                    | 0                    | 1                    | 1         | 0         | 0         | 2     | 0     | 1       |
| Total na carreira | 1             | 0             | 0             | 7            | 1            | 0            | 9                    | 2                    | 1                    | 5         | 0         | 0         | 22    | 3     | 1       |

Seleção Sub–20
| Ano               | Campeonato Sul–Americano | Campeonato Sul–Americano | Campeonato Sul–Americano | Amistosos | Amistosos | Amistosos | Total | Total | Total   |
| Ano               | Jogos                    | Gols                     | Assist.                  | Jogos     | Gols      | Assist.   | Jogos | Gols  | Assist. |
| ----------------- | ------------------------ | ------------------------ | ------------------------ | --------- | --------- | --------- | ----- | ----- | ------- |
| 2009              | 4                        | 0                        | 0                        | 1         | 0         | 0         | 5     | 0     | 0       |
| Total na carreira | 4                        | 0                        | 0                        | 1         | 0         | 0         | 5     | 0     | 0       |

Seleção Sub–18
| Ano               | Amistosos | Amistosos | Amistosos |
| Ano               | Jogos     | Gols      | Assist.   |
| ----------------- | --------- | --------- | --------- |
| 2007              | 3         | 1         | 0         |
| Total na carreira | 3         | 1         | 0         |

## Títulos
Coritiba
- Campeonato Paranaense: 2011 e 2012

Cruzeiro
- Campeonato Brasileiro: 2013 e 2014[99]
- Campeonato Mineiro: 2014

Al-Ahli
- Supercopa dos Emirados Árabes: 2014 e 2016
- Campeonato Emiradense: 2015–16
- Etisalat Emirates Cup: 2016–17[100]

Flamengo
- Campeonato Carioca: 2019, 2020 e 2021
- Campeonato Brasileiro: 2019 e 2020
- Copa Libertadores da América: 2019 e 2022
- Supercopa do Brasil: 2020 e 2021
- Recopa Sul-Americana: 2020
- Copa do Brasil: 2022

Bahia
- Campeonato Baiano: 2025[101]

Seleção Brasileira
- Campeonato Sul-Americano Sub-20: 2009

### Prêmios individuais
- Prêmio Craque do Brasileirão – Melhor jogador do Campeonato Brasileiro: 2013 e 2014[103][104]
- Prêmio Craque do Brasileirão – Seleção do Campeonato Brasileiro: 2013, 2014 e 2019[105][106][107]
- Bola de Ouro: 2013[108]
- Bola de Prata: 2013[109]
- Troféu Mesa Redonda – Seleção da Temporada: 2013, 2014 e 2019[110][111]
- Troféu Telê Santana – Seleção do Ano: 2013 e 2014[112][113]
- Troféu Guará – Seleção do Ano: 2013 e 2014[114][115]
- Seleção do Campeonato Emiradense: 2015–16[116]
- Prêmio Craque do Brasileirão – Gol mais bonito do Campeonato Brasileiro: 2018 e 2020[117][118]
- Seleção do Campeonato Carioca: 2019 e 2020[119][120]
- Melhor Jogador do Campeonato Carioca: 2019[121]
- Prêmio Craque do Brasileirão – Craque da Galera: 2019[122]
- Seleção da Copa Libertadores da América: 2019 e 2022[123][124][125]
- Equipe Ideal das Américas (El País): 2022[126]
- Seleção do Campeonato Baiano: 2024[127], 2025[128]

### Líder em assistências
- Campeonato Brasileiro: 2013 (11 assistências)[129]
- Campeonato Brasileiro: 2014 (11 assistências)[130]
- Copa do Brasil: 2022 (3 assistências)[131]

### Recordes
- Jogador com mais partidas pelo Flamengo na Copa Libertadores da América[132]